# Wilhelm Kopp (Pfarrer)
Wilhelm Kopp (* 16. Oktober 1856 in Calw; † 24. Juni 1910 in Perouse) war ein deutscher evangelischer Pfarrer, der sich u. a. für die Ausbreitung des Evangeliums in Italien einsetzte. 

## Leben
Nach seiner Ausbildung nahm Wilhelm Kopp eine Tätigkeit als evangelischer Pfarrer auf. 1883 ließ er sich für drei Jahre beurlauben, um als Gehilfe des Missionars Hermann Gundert in Calw zu wirken. Danach war Wilhelm Kopp von 1886 bis 1896 als Pfarrer in dem Dorf Perouse tätig, das 1699 von aus Italien vertriebenen Waldensern gegründet worden war. Als solcher erreichte er beispielsweise von 1893 bis 1895 den dringend nötigen Wasserleitungsbau von den Heimsheimer Quellen hinein in die Ortslage von Perouse.
Zahlreiche Reisen nach Italien machten ihn mit Land und Leuten bekannt. Er sammelte Wissenswertes über italienische Sprache, Kultur, Kirchen und Konfessionen, wertete Zeitungen und Zeitschriften aus Italien aus und übersetzte relevante Artikel in die deutsche Sprache. Ein Großteil davon publizierte er in den Nachrichten über die Ausbreitung des Evangeliums in Italien, die ein 1872 in Stuttgart gegründeter Verein herausgab, der die waldensische Evangelisation in Italien aktiv unterstützte. Kopp wurde im Jahre 1890 Redakteur dieses Nachrichtenblattes, das im gesamten Deutschen Reich vertrieben wurde. So erreichte er eine breite Leserschaft und informierte diese vor allem über das Evangelisationswerk der Waldenser. Bis zu seinem Tod war er als Redakteur dieser Zeitschrift tätig.
Einige Zeit war Wilhelm Kopp auch Sekretär des Calwer Verlagsvereins. Er verfasste ferner mehrere Biographien für die Calwer Familienbibliothek, darunter insbesondere über Christian Gottlob Barth. 
Kopps Grab befindet sich an der Friedhofsmauer von Perouse.

## Ehrungen
In Perouse, seit 1972 Ortsteil von Rutesheim, wurde eine Straße nach Wilhelm Kopp benannt und seine Grabstätte bis heute gepflegt.

## Schriften (Auswahl)
- Christian Gottlob Barth's Leben und Werk. Vereinsbuchhandlung, Calw u. Stuttgart 1886 (Calwer Familienbibliothek; 1).
- Katholische Zeugen evangelischer Wahrheit. Vereinsbuchhandlung, Calw u. Stuttgart 1887 (Calwer Familienbibliothek; 5).
- Die Waldensergemeinde Pérouse in Württemberg. In: Geschichtsblätter des Deutschen Hugenottenvereins. Bd. 3 (1894), Heft 5/6.